# 巴西卢佐岛

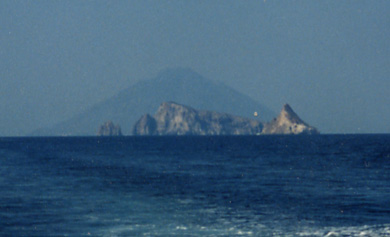
巴西卢佐岛

巴西卢佐岛（義大利語：Basiluzzo）是意大利西西里岛北侧的火山岛岛链伊奥利亚群岛中面积最小的一个岛，面积只有1 km²。位置介于帕纳雷阿岛和斯特龙博利岛之间。其古代名称为"Hycesia"。
38°39′48″N 15°06′50″E / 38.66333°N 15.11389°E